# Кавиці
Кавиці (пол. Kawice, нім. Koitz) — село в Польщі, у гміні Проховиці Легницького повіту Нижньосілезького воєводства.
Населення — 511 осіб (2011).
У 1975-1998 роках село належало до Легницького воєводства.

## Демографія
Демографічна структура станом на 31 березня 2011 року:
|          | Загалом | Допрацездатний вік | Працездатний вік | Постпрацездатний вік |
| -------- | ------- | ------------------ | ---------------- | -------------------- |
| Чоловіки | 245     | 65                 | 164              | 16                   |
| Жінки    | 266     | 52                 | 163              | 51                   |
| Разом    | 511     | 117                | 327              | 67                   |